# الدين في القارة القطبية الجنوبية

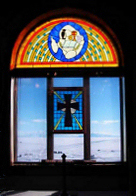
كنيسة في انتاركتيكا

لا يوجد الكثير من السكان في أنتاركتيكا و رغم ذلك فيوجد عدة ديانات حاضرة فيها لأن السكان قد قدموا من عدة مناطق في العالم.

وفق ارشيفات الجمعية الدينية فان 72.00% من السكان مسيحيون مقابل 23.60% لادينيين و 2.71% مسلمين و %1.00 هندوس و 0.70% بوذيين. مع ديموغرافية صغيرة لا تتعدى 5000 في الصيف و 1000 في الشتاء، لا يوجد هناك تمثيل قوي للديانات. 

توجد في أنتاركتيكا عدة مبان دينية تستخدم للعبادة: كنيسة الثلج، أنتاركتيكا (كنيسة غير مَذهَبِية عند محطة ماكموردو)، كنيسة الثالوث، أنتاركتيكا (كنيسة أرثوذكسية روسية عند محطة بيلينغشوزن)، كنيسة القديسة مريم ملكة السلام دي قرية فيلا لاس إستريلاس، بالإضافة إلى كنيسة كاثوليكية دائمة مصنوعة بالكامل من الجليد عند قاعدة بِلغرانو 2. اقترح البرنامج الأنتاركتيكي العالمي إنشاء كنيسة كاثوليكية عند محطة ماريو زوكيلي في خليج تيرا نوفا؛ بينما أُنشِأت أول كنيسة كاثوليكية سنة 1976 عند قاعدة إسبيرانزا الأرجنتينية.

## الإسلام
ووفقًا لأرشيفات الجمعية الدينية فإن المسلمون يُشَكِّلون 2.71% من السكان ويأتون في المرتبة الثالثة بعد المسيحيين واللادينيين.
وقد قامت باكستان في محطة جناح القارة القطبية الجنوبية بجلب المسلمين إلى القارة القطبية الجنوبية ورغم ذلك، لا توجد مساجد في القارة أو في أيٍ من الجزر النائية، ويتعين على المسلمين في الدائرة القطبية الجنوبية وضع قواعد جديدة خلال شهر رمضان بسبب ارتباط حفظ الصيام وفطره بأوقات شروق الشمس وغروبها، والتي لا تحدث أثناء النهار والليل القطبيين. حيثُ لا تُرى الشمس لعدة أيام أو حتى أشهر بشكلٍ واضح ويتم رؤية الشمس في منتصف الليل خلال اليوم القطبي مما يُصَعِّب تحديد الأيام هناك.